# Fisklösen (Rämmens socken, Värmland)
Fisklösen är en sjö i Filipstads kommun i Värmland och ingår i Göta älvs huvudavrinningsområde. Sjön har en area på 0,166 kvadratkilometer och ligger 295,3 meter över havet.

## Delavrinningsområde
Fisklösen ingår i det delavrinningsområde (665400-140887) som SMHI kallar för Utloppet av Lesjön. Medelhöjden är 288 meter över havet och ytan är 17,93 kvadratkilometer. Räknas de 11 avrinningsområdena uppströms in blir den ackumulerade arean 86,26 kvadratkilometer. Tvärälven (Rämmån) som avvattnar avrinningsområdet har biflödesordning 3, vilket innebär att vattnet flödar genom totalt 3 vattendrag innan det når havet efter 392 kilometer. Avrinningsområdet består mestadels av skog (75 procent). Avrinningsområdet har 1,03 kvadratkilometer vattenytor vilket ger det en sjöprocent på 5,7 procent. Bebyggelsen i området täcker en yta av 0,89 kvadratkilometer eller 5 procent av avrinningsområdet.